# Nippon Professional Baseball 2005
La stagione 2005 della Nippon Professional Baseball (NPB) è iniziata il 26 marzo ed è terminata il 26 ottobre 2005.
Le Japan Series sono state vinte per la terza volta nella loro storia dai Chiba Lotte Marines, che si sono imposti sugli Hanshin Tigers per 4 partite a 0.

## Regular season

### Central League
| Squadra             | Partite | Vittorie | Sconfitte | Pareggi | Perc. | GB   |
| ------------------- | ------- | -------- | --------- | ------- | ----- | ---- |
| Hanshin Tigers      | 146     | 87       | 54        | 5       | .617  | —    |
| Chunichi Dragons    | 146     | 79       | 66        | 1       | .545  | 10.0 |
| Yokohama BayStars   | 146     | 69       | 70        | 7       | .496  | 16.5 |
| Yakult Swallows     | 146     | 71       | 73        | 2       | .493  | 18.0 |
| Yomiuri Giants      | 146     | 62       | 80        | 4       | .437  | 25.0 |
| Hiroshima Toyo Carp | 146     | 58       | 84        | 4       | .408  | 29.0 |

### Pacific League
| Squadra                      | Partite | Vittorie | Sconfitte | Pareggi | Perc. | GB   |
| ---------------------------- | ------- | -------- | --------- | ------- | ----- | ---- |
| Fukuoka SoftBank Hawks       | 136     | 89       | 45        | 2       | .664  | —    |
| Chiba Lotte Marines          | 136     | 84       | 49        | 3       | .632  | 4.5  |
| Seibu Lions                  | 136     | 67       | 69        | 0       | .493  | 23.0 |
| Orix Buffaloes               | 136     | 62       | 70        | 4       | .470  | 26.0 |
| Hokkaido Nippon-Ham Fighters | 136     | 62       | 71        | 3       | .466  | 26.5 |
| Tohoku Rakuten Golden Eagles | 136     | 38       | 97        | 1       | .281  | 51.5 |

|  | 1º della Central League e qualificato alle Japan Series                             |
|  | 1º della Pacific League e qualificato alle finali dei play-off della Pacific League |
|  | Qualificati al primo turno dei play-off della Pacific League                        |

## Post season
|  | Play-off Pacific League primo turno | Play-off Pacific League primo turno | Play-off Pacific League primo turno |                     |   | Play-off Pacific League secondo turno | Play-off Pacific League secondo turno | Play-off Pacific League secondo turno |  |  | Japan Series | Japan Series   | Japan Series |  |
|  |                                     |                                     |                                     |                     |   |                                       |                                       |                                       |  |  |              |                |              |  |
|  |                                     |                                     |                                     |                     |   |                                       |                                       |                                       |  |  | C1           | Hanshin Tigers | 0            |  |
|  |                                     |                                     |                                     |                     |   |                                       |                                       |                                       |  |  | C1           | Hanshin Tigers | 0            |  |
|  |                                     |                                     |                                     | Chiba Lotte Marines | 4 |                                       |                                       |                                       |  |  |              |                |              |  |
|  |                                     |                                     |                                     | Chiba Lotte Marines | 4 |                                       |                                       |                                       |  |  |              |                |              |  |
|  |                                     |                                     |                                     |                     |   |                                       |                                       |                                       |  |  |              |                |              |  |
|  |                                     |                                     |                                     |                     |   |                                       |                                       |                                       |  |  |              |                |              |  |
|  |                                     | P1                                  | Fukuoka SoftBank Hawks              | 2                   |   |                                       |                                       |                                       |  |  |              |                |              |  |
|  |                                     |                                     |                                     | 2                   |   |                                       |                                       |                                       |  |  |              |                |              |  |
|  |                                     |                                     |                                     | Chiba Lotte Marines | 3 |                                       |                                       |                                       |  |  |              |                |              |  |
|  | P2                                  | Chiba Lotte Marines                 | 2                                   | Chiba Lotte Marines | 3 |                                       |                                       |                                       |  |  |              |                |              |  |
|  | P2                                  | Chiba Lotte Marines                 | 2                                   |                     |   |                                       |                                       |                                       |  |  |              |                |              |  |
|  | P3                                  | Seibu Lions                         | 0                                   |                     |   |                                       |                                       |                                       |  |  |              |                |              |  |

### Japan Series
| Data                                     | Squadra di casa     | Squadra ospite      | Ris. | Ospite                 |
| ---------------------------------------- | ------------------- | ------------------- | ---- | ---------------------- |
| 22/10                                    | Chiba Lotte Marines | Hanshin Tigers      | 10-1 | Chiba Marine Stadium   |
| 23/10                                    | Chiba Lotte Marines | Hanshin Tigers      | 10-0 | Chiba Marine Stadium   |
| 25/10                                    | Hanshin Tigers      | Chiba Lotte Marines | 10-1 | Stadio Hanshin Kōshien |
| 26/10                                    | Hanshin Tigers      | Chiba Lotte Marines | 3-2  | Stadio Hanshin Kōshien |
| Chiba Lotte Marines vincono la serie 4-0 |                     |                     |      |                        |

## Campioni
| Japan Series 2005 Chiba Lotte Marines Terzo titolo |

## Premi
- Miglior giocatore della stagione

|    | Giocatore        | Squadra                |
| -- | ---------------- | ---------------------- |
| CL | Tomoaki Kanemoto | Hanshin Tigers         |
| PL | Toshiya Sugiuchi | Fukuoka SoftBank Hawks |

- Rookie dell'anno

|    | Giocatore      | Squadra             |
| -- | -------------- | ------------------- |
| CL | Norichika Aoki | Yakult Swallows     |
| PL | Yasutomo Kubo  | Chiba Lotte Marines |

- Miglior giocatore delle Japan Series

| Giocatore     | Squadra             |
| ------------- | ------------------- |
| Toshiaki Imae | Chiba Lotte Marines |